# Thomas O. Paine
Thomas Otten Paine (Berkeley, 9 de novembro de 1921 – Los Angeles, 4 de maio de 1992) foi um físico estadunidense. Formado pela Universidade de Brown, foi o terceiro administrador da NASA, entre 1969-1970.